# ダニー・トーマス
ダニー・トーマス (Danny Thomas (Amos Muzyad Yakhoob Kairouz ) 1912年1月6日 – 1991年2月6日)はアメリカ合衆国のナイトクラブコメディアン、テレビ及び映画俳優、プロデューサー。そのキャリアは50年以上。シットコム『ダニー・トーマス・ショー』で知られる。セント・ジュード小児研究病院の創業者。女優のマーロ・トーマス、テール・トーマス、プロデューサーのトニー・トーマスの父親。

## 初期
1912年、父チャールズと母マーガレットの息子としてミシガン州ディアフィールドに生まれる。彼の両親はレバノンからのマロン派の移民。オハイオ州トレドで育ち、カトリック教会St. Francis de Sales Church 、ウッドワード高等学校、トレド大学に通い、大学では社交クラブTau Kappa Epsilon に所属。トレドの司祭サミュエル・ストリッチによりカトリック教会の堅信礼を受ける。テネシー州出身のストリッチはトーマスの生涯の精神的アドバイザーとなり、メンフィスにセント・ジュード小児研究病院を建てるよう勧めた。1936年、24歳の誕生日の1週間後ローズ・マリー・カサニティと結婚。
1932年、デトロイトのラジオ局WDTKで『The Happy Hour Club 』に出演。当初はイギリス読みの名前で活動していた。1940年、シカゴに移動した後、家族や友人達に給料の良い労働者階級になったことを知られたくないため芸名を使い、2人の兄弟に因んで『ダニー・トーマス』と名乗るようになった。

## 経歴

### ラジオ
1940年代、『The Bickersons 』でずる賢い義理の兄弟を演じたことで多くの人々に名が知れ、この番組はドン・アメチーとフランセス・ラングフォード司会の音楽コメディ番組『Drene Time 』に発展し、彼もそそっかしい放蕩者として出演。ファニー・ブライスの『The Baby Snooks Show 』では郵便局員ジェリー・ディングル役、伝説的舞台役者タルラー・バンクヘッド司会のNBCのバラエティ番組『The Big Show 』でも出演した。

### 映画
1952年、1927年の『ジャズ・シンガー』のリメイク『ジャズ・シンガー』に主演。相手役は人気歌手のペギー・リー。1951年、ガス・カーンの伝記映画『I'll See You in My Dreams 』でドリス・デイを相手役としてガス・カーン役を演じた。

### ダニー・トーマス・ショー
1953年から1965年の13年もの間、『ダニー・トーマス・ショー(原題はThe Danny Thomas Showだが、当初はMake Room for Daddyであった)』に出演し、大きな成功を収めた。1959年1月1日、NBCの『The Ford Show 』の1エピソードに子役のアンジェラ・カートライトとラスティ・ハマーと出演した。
1957年から1964年、カートライトは計170エピソードにリンダ・ウィリアムズ役でダニー・ウィリアムズの継娘として出演。画面内でも舞台裏でも2人の相性が良く、番組に多大な成功をもたらした。撮影はルシル・ボール主演『アイ・ラブ・ルーシー』と同じデシル・スタジオで行なわれた。この番組には後に『メイベリー110番』で成功することとなるアンディ・グリフィスの他、ジョーイ・ビショップ、ビル・ビクスビーなど多数のゲストが出演した。

### プロデューサー
シェルドン・レナードやアーロン・スペリングと共に『The Dick Van Dyke Show 』、『メイベリー110番』、『モッズ特捜隊』のテレビプロデューサーとして成功。1950年代後期から1960年代、トーマスはさらにABCのウォルター・ブレナン主演の『The Real McCoys 』、『The Tycoon 』、『The Guns of Will Sonnett 』の3本をプロデュース。彼は自身がプロデュースした作品にしばしばカメオ出演することがあり、『The Dick Van Dyke Show 』の『It May Look Like a Walnut 』ではSF的なエピソードで、タキシードを着た滑稽な異星人コラック役を演じた。
メアリー・タイラー・ムーアの最初の大ブレークのきっかけを作った。1961年、カール・ライナーはトーマスに彼女を紹介され『The Dick Van Dyke Show 』にキャスティングをした。トーマスが以前彼女を落選させたことがあり、ただ「3つの名前の女の子」としてしか覚えていなかったのだが、写真とレコードを基に探し当てたのであった。

### テレビへの復帰
1970年代初頭、マージョリー・ロード、ラスティ・ハマー、アンジェラ・カートライトなど『ダニー・トーマス・ショー(Make Room for Daddy )』第2シーズンの出演者を中心に『Make Room for Granddaddy 』に出演。ダニーとキャシーのウィリアム夫妻が、娘のテリーとその夫が仕事のため、孫息子を世話することになった。この番組は1シーズンのみで終了。NBCのシットコム『The Practice 』は2シーズンで終了し、1980年から1981年、ABCで『I'm a Big Girl Now 』が放送された。
1986年から1987年、『One Big Family 』に主演したのが最後の連続テレビドラマ出演となった。交通遺児となった孫のめんどうをみることになったセミ・リタイア中のコメディアン役のシットコムであった。

### セント・ジュード小児研究病院
まだ仕事がなく『飢えた俳優』であったトーマスは、もし成功を収めたら、忘れられた聖人セント・ジュード・タダイに捧げる聖堂を作る、と誓った。1962年、病理学者のルミュエル・ディグスと、親友でありマイアミ、フロリダの有力者であるアンソニー・エイブラハムの助けを借りてテネシー州メンフィスにセント・ジュード小児研究病院を創業。この病院では何千人ものガンの子供の治療をしている。1996年、セント・ジュードのピーター・ドハーティーは細胞性免疫防御の特異性に関する研究でノーベル生理学・医学賞を受賞。

## プライベート
娘のマーロ・トーマスは女優、息子のトニー・トーマスはテレビプロデューサー、娘のテール・トーマスは元女優。ダニーには他の女性に生ませた息子もおり、末の子はクリストファー・ディーン・グレゴリー・トーマスである。また、マリーズ・メリー・ミュージック・メイカーのドラマー兼パーカッショニストのマリー・"メアリー"・カサニティ(1896年 - 1972年)との間に義理の息子がいる。
敬虔なカトリック信者で、教会や地域への貢献が認められてパウロ6世により等勲爵士の称号を与えられた。第40代アメリカ合衆国大統領ロナルド・レーガンはセント・ジュード小児研究病院への功績を称え議会名誉黄金勲章を与えた。ジョー・ロビーと共にマイアミ・ドルフィンズの最初のオーナーの一人であったが、購入直後に売ってしまった。熱心なゴルファーであり、サム・スニードと共にチャリティ・イベントを行なっていた。PGAツアーは1969年にフロリダでダニー・トーマス・ディプロマット・クラシック、1970年から1984年までダニー・トーマス・メンフィス・クラシックを開催していた。彼はロサンゼルスのヒルクレスト・カントリー・クラブでユダヤ人ではない最初のメンバーであった。

## 逝去
1991年2月6日、心不全により79歳で死亡。亡くなる数日前にセント・ジュード小児研究病院のコマーシャルを撮影し、亡くなった後に放送された。メンフィスのセント・ジュード小児研究病院の霊廟に埋葬されている。2004年、ボブ・ホープ人道賞受賞。
2012年2月16日、アメリカ合衆国郵便公社はトーマスの栄誉を称えたフォーエバー切手(普通切手の値段が上がってもそのまま使える)を発行。セント・ジュード小児研究病院の絵の前にトーマスの肖像画が描かれている。